# 埃尔莫尔 (阿拉巴马州)
埃尔莫尔（英文：Elmore），是美国阿拉巴马州下属的一座城市。面积约为3.95平方英里（约合10.23平方公里）。根据2010年美国人口普查，该市有人口1,262人，人口密度为319.49/平方英里（约合123.36/平方公里）。